# Charles-Eugène d'Arenberg
Charles-Eugène Léon d'Arenberg (né le 8 mai 1633 à Bruxelles (Duché de Brabant) et mort le 25 juin 1681 à Mons (Comté de Hainaut)), 2e duc d'Arenberg et du Saint-Empire, 8e duc d'Aerschot, est un militaire brabançon, au service de la Couronne d'Espagne, du XVIIe siècle.

## Biographie
Fils de Philippe-Charles et de sa troisième femme, Marie-Cléophée de Hohenzollern, Charles-Eugène devient duc d'Arenberg, d'Arschot et de Croÿ à la mort de son frère Philippe-François d'Arenberg. Il est destiné à l’Église dès sa jeunesse et devient chanoine de Cologne : la perte que le duc son frère fait de ses deux enfants l’engage à entrer dans la vie civile.
Le 18 mai 1657, Philippe-François, de l’agrément de don Juan d'Autriche, gouverneur général des Pays-Bas, lui cède le régiment de cuirassiers hauts allemands qu’il commandait depuis 1651. D'Arenberg s’est distingué, trois années auparavant, au siège d’Arras.
Il est gouverneur de la Franche-Comté de 1668 à 1671. C'est sous ses ordres qu'Ambroise Précipiano commence l'édification de la citadelle de Besançon suivant les plans de Vauban.
Charles II d'Espagne le nomme, en 1675 (3 juin), grand bailli, lieutenant et capitaine général de Hainaut, et le 12 septembre 1678, chevalier de la Toison d'or.
Il meurt, le 25 juin 1681, à Mons, laissant trois enfants de Marie-Henriette de Cusance, fille de Claude-François de Cusance et d’Ernestine de Witthem, qu’il a épousée en 1660, dont Philippe-Charles d'Arenberg (Marie-Thérèse-Henriette de Cusance fut reconnue l'héritière de son 1er mari, Ferdinand-François-Just de Rye La Palud (1637-1657), lui-même détenteur des biens des Villersexel, Varambon et La Roche-en-Montagne). Il est le beau-frère de Charles IV de Lorraine, marié deux fois à Béatrix de Cusance, sœur de Marie-Henriette.

## Titres
- 2e duc d'Arenberg (17 décembre 1674 - 25 juin 1681) ;
- 8e duc d'Aerschot ;
- duc de Croÿ ;
- prince de Porcéan ;
- comte de Seneghem ;
- baron de Sevenbergen.

### Fonctions héréditaires
- Grand d'Espagne (fonction attachée au titre de duc d'Aerschot).

## Décorations
- Chevalier de la Toison d'or (1678, brevet no 517)

## Emplois
- Lieutenant-général du Hainaut (1675)

## Armoiries
| Figure | Blasonnement                                                                         |
|        | Écartelé d'Arenberg et de La Marck ; sur-le-tout, écartelé de Ligne et de Barbançon. |

## Vie familiale
Fils cadet de Philippe-Charles d'Arenberg (né de son 3e mariage avec la comtesse Marie Cleopha (11 juin 1599 † 26 février 1685), veuve de Jean-Jacques, comte de Bronckhorst et d’Anholt, fille de Charles II (1547 † 1606), comte de Hohenzollern-Sigmaringen, et d’Élisabeth de Culembourg), Charles-Eugène épousa, le 18 juin 1660, Marie Henriette de Cusance et de Vergy(1er mai 1624 - Belvoir † 8 mai 1701 - Louvain), comtesse de Champlitte, baronne de Perweys (Brabant), dame de Faucogney et de Villersexel. Elle est la sœur de Béatrice de Cusance,.
Ensemble, ils eurent :
1. Philippe-Charles François d'Arenberg (14 mai 1663 † 25 août 1691 - Peterwaradin (Hongrie), des blessures reçues à la bataille de Slankamen), 3e duc d'Arenberg, prince d'Arenberg, 9e duc d'Arschot, capitaine général des gardes de l'Empereur germanique, chevalier de la Toison d'or, marié, le 12 février 1684 à Bruxelles, avec Maria Enrichetta del Carretto (20 septembre 1671 - Vienne (Autriche) † 22 février 1744 - Drogenbos, Brabant), marquise de Savone et de Grana, fille unique (née d'un premier mariage) de son beau-frère, dont postérité ;
2. Alexandre-Joseph (24 mai 1664 † tué le 7 juillet 1683), prince d’Arenberg, engagé volontaire à la guerre de Hongrie, commandant d'une compagnie dans le régiment du comte de Taff, fut tué dans une rencontre avec une avant-garde de l’armée ottomane ;
3. Marie-Thérèse (25 juillet 1666 † 31 mai 1716), mariée le 10 juin 1683 avec Ottone Enrico del Carretto (1629 - Gênes, 15 juin 1685 -  Mariemont), marquis de Savone, puis en secondes noces, le 10 février 1687 avec Louis Ernest van Egmond (1666 † 17 septembre 1693 - Bruxelles), général de la cavalerie de Sa Majesté catholique aux Pays-Bas.